# ヴィルヘルム1世 (ブラウンシュヴァイク公)
ヴィルヘルム1世（ドイツ語：Wilhelm I., 1270年ごろ - 1292年9月30日）は、ブラウンシュヴァイク＝リューネブルク公。一時期公領の一部を2人の兄と共同統治していた。

## 生涯
ヴィルヘルム1世はアルブレヒト1世の三男である。1279年に父アルブレヒト1世が死去し、3人の息子がヴェルダン司教コンラートの後見のもと領地を継承した。息子たちが成年に達した後、1291年に3兄弟は領地を分割した。ヴィルヘルム1世はブラウンシュヴァイク、シェーニンゲン、ハルツブルク、ゼーセンおよびケーニッヒスルッターを含む父の領地の北部を受け取ったが、兄弟はブラウンシュヴァイクの町の支配について合意できなかった。
その1年後にヴィルヘルム1世は死去し、2人の兄がヴィルヘルム1世の領地を分割して継承した。ヴィルヘルム1世はヘッセン方伯ハインリヒ1世の娘エリーザベトと結婚したが、子供は生まれなかった。